# Ludwig Daniel Le Coq
Ludwig Daniel Le Coq (getauft 4. Februar 1756 in Berlin; † 7. März 1816 ebenda) war ein preußischer Kriegsrat, Obergerichtsrat und Geheimer Legationsrat.

## Leben

### Herkunft und Familie
Ludwig Daniel war Hugenotte und Angehöriger der Familie Le Coq, welche ursprünglich in Metz lebte. Der Großvater Jean Le Coq (1669–1713) war als Flüchtling nach Deutschland gekommen. Er stammt in direkter Linie von Toussaint Le Coq ab, der 1565 in Metz Jeanne Doron geheiratet hat.
Jean le Coqs Sohn, der Kaufmann und Direktor der Tabakregie Paul Le Coq (1703–1769), ist der Vater von Ludwig Daniel. Seine Mutter ist Marianne Fizeau (1715–1769). Sein Stiefbruder aus der Ehe von Paul mit Anne Jordan ist der Kaufmann und Direktor der Berliner Zuckerraffinerie Charles Le Coq (1736–1814).
Le Coq heiratete im November 1794 Marie Wilhelmine, eine Tochter des Geheimen Kriegsrats und Direktors des Berliner Stadtgerichts Friedrich Christian Alexander Buchholz und der Anne Cleophile Elisabeth Buchholz, geb. Wegeli. Sie verstarb mit 33 Jahren am 22. Februar 1803. Im Jahr 1805 ging Le Coq eine zweite Ehe mit Charlotte Müller aus Wohlau ein.
Offensichtlich hatte er Kinder, weil er mit seinen Kindern zusammen ein Landgut gekauft hat. Darüber ist aber nichts Näheres bekannt.

### Ausbildung
Über seine Schulbildung ist nichts bekannt. Er studierte ab Herbst 1774 bis 1777 an der Universität in Halle Rechtswissenschaften.

### Werdegang
Dann bewarb er sich als Referendar beim Kammergericht und bestand die Prüfung mit gutem Erfolg und wurde 1778 angenommen. Im Sommer 1780 wurde er Geheimer Sekretär im Kabinettsministerium und wurde 1782 zum Rat beim französischen Obergericht in Berlin bestellt.
Seit August 1783 war er expedierender Sekretär in der Geheimen Staatskanzlei, erhielt das Prädikat Kriegsrat und war für die Expedition für Pommern tätig.
Im Frühjahr 1783 erhielt er auf Anregung des Staats- und Justizministers Wolfgang Ferdinand, Freiherr von Dörnberg (1724–1793), das Patent als Geheimer Rat beim Französischen Ober-Direktorium (Conseil français), welches die allgemeinen Angelegenheiten der französischen Kolonie mit Ausnahme der Justiz- und Konsistorial-Angelegenheiten bearbeitete.
Seit 1791 war er vortragender Rat im Kabinettsministerium mit dem Titel Geheimer Legationsrat.
Im Jahre 1799 erhielt er die Erlaubnis, für sich und seine Kinder ein adeliges Gut in der Kurmark zu kaufen, war aber im Nebenamt Rat beim Französischen Oberkonsistorium und beim Französischen Revisionskollegium, das als Revisionsinstanz gegen Entscheidungen der Französischen Gerichte zuständig war. Der Justizminister Friedrich Wilhelm von Thulemeyer (1735–1811) schätzte ihn als vorzüglichen brauchbaren Beamten.
Le Coq war nach der Besetzung Berlins im Jahre 1806, nachdem der König der nach Memel geflüchtet war, als Preußischer Legationsrat Berater des Ministers der auswärtigen Angelegenheiten August Friedrich Ferdinand Graf von der Goltz
Der preußische Finanzbeamte Heinrich von Béguelin, den der König als Berater hinzugezogen hatte, hatte Ludwig Daniel Le Coq (den „Älteren“) bei den Beratungen kennengelernt und urteilte über ihn in seinen Erinnerungen

„Herr Le Coq von der französischen Colonie, ein redlicher und rechtschaffener Mann mit gesundem Urtheil und großem Fleiß, besitzt gerade keine tiefen Kenntnisse, aber er ist dafür sehr bescheiden, gewandt und sehr verschwiegen. Er ist klein, ausnehmend häßlich und sieht wie ein Schneider aus; nichts destoweniger hat er nach einander drei hübsche Frauen bekommen, von denen zwei gestorben sind.“

Le Coq hatte dem König, der nach Memel geflüchtet war, vorgeschlagen, dass sein Bruder Prinz Wilhelm als außerordentlicher Gesandter nach Paris gehen sollte, um durch Verhandlungen die Bedrückung Preußens durch Napoleon zu beenden. Johann August Sack, der Vorsitzende der Immediatskommission zur Vollziehung des Tilsiter Friedens, schrieb nach dem vergeblichen Vermittlungsversuch an Le Coq und wünschte sich, dass die Beziehungen zwischen den Höfen verbessert werden sollen.